# La Razón (diario de Buenos Aires)
La Razón fue un diario vespertino argentino publicado en Buenos Aires. Fue fundado el 1 de marzo de 1905 por el periodista Emilio Morales. Tras su quiebra en 1990, fue reeditado por Editorial La Razón S.A. En 2000 fue adquirido (75%) por el Grupo Clarín. Se distribuyó gratis en medios de transporte como subtes y trenes de Buenos Aires. La última edición fue la del 29 de diciembre de 2017.

## Historia
El diario La Razón fue fundado el 1 de marzo de 1905 por el periodista Emilio Morales. Tenía un formato estilo "Sábana vieja".

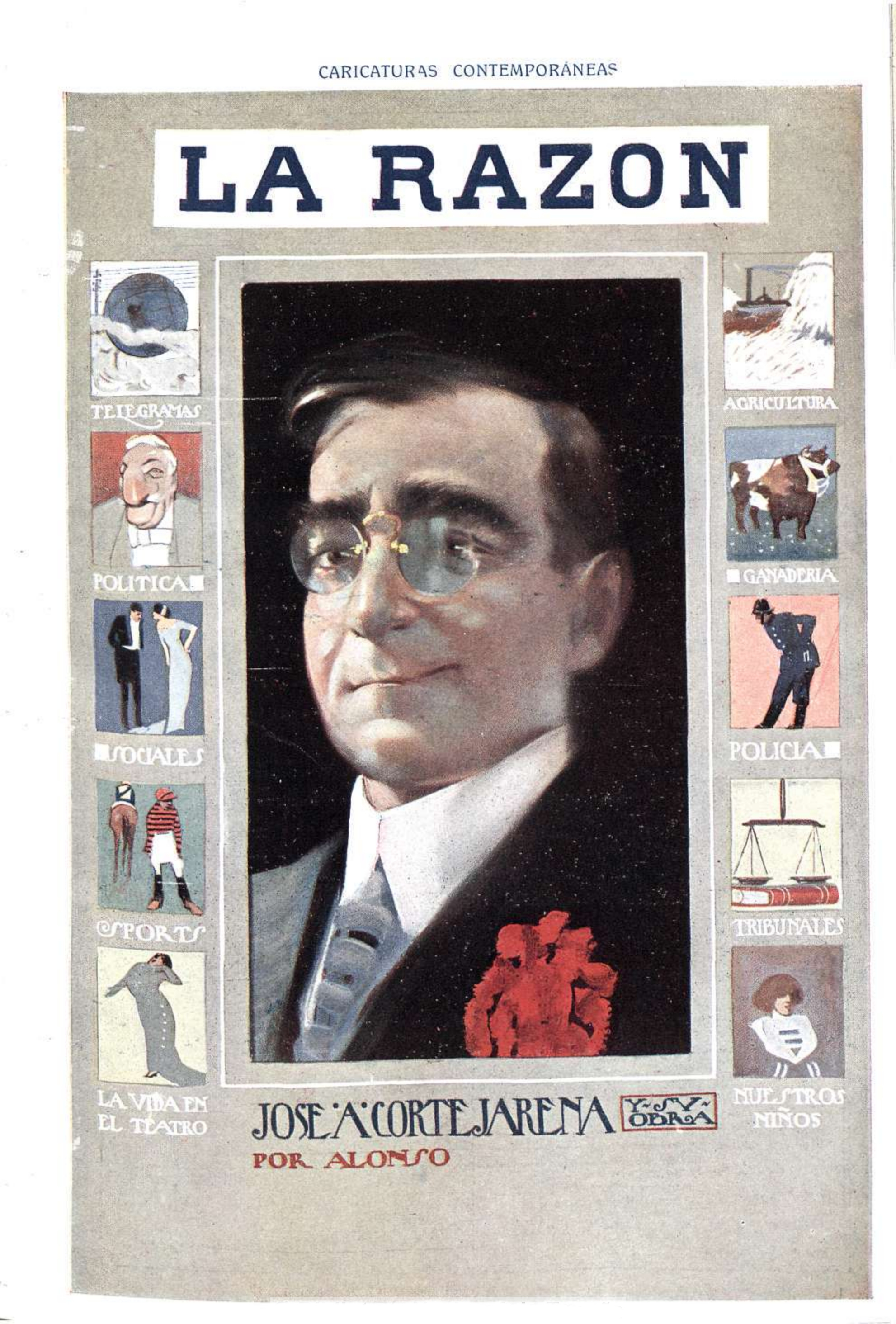
José A. Cortejarena caricaturizado por Alonso en Caras y Caretas (1913)

En 1911, cuando lo compró el periodista José A. Cortejarena, que había ingresado en la redacción cuatro años antes, el diario adquirió un perfil moderno y ágil. Cortejarena murió a los cuarenta y cuatro años de edad, en julio de 1921. Su viuda, Helvecia Antonini, llamó a tres amigos de su marido para que dirigieran el diario: Ángel L. Sojo, Uladislao Padilla y Gaspar Cornille. Un cambio en la redacción salvo al diario de la censura que sufrió gran parte de la prensa argentina durante el gobierno de facto de Uriburu, al mismo tiempo que causó que el diario adoptara el formato tabloide (ya popularizado entonces por El Mundo de la Editorial Haynes) por algunos años. El gran salto del periódico fue en 1937, cuando Ricardo Peralta Ramos, esposo de una de las hijas de Cortejarena, pasó a ser su principal accionista y su director ejecutivo, mientras que el periodista Félix Laíño asumió la secretaría general de Redacción.Esta etapa es la que va a marcar un hito en la historia del periodismo argentino.
Durante la década de 1930, la mañana se consideraba un espacio de lectura tranquila. El vértigo noticioso era entonces más intenso durante las tardes y La Razón, asociándose su ritmo al biorritmo general, salía con la quinta y luego con la sexta edición, articulando la aceleración y esa parcelación de la tirada en dos ediciones a la ansiedad noticiosa que creció con los años de la Segunda Guerra Mundial. Con el tiempo, La Razón superó al Crítica (que nunca se repuso de la muerte de su fundador, Natalio Botana, ocurrida en 1941, y que luego de un período siendo propiedad de la Editorial Haynes desapareció en 1962) y se convirtió en el diario líder entre los vespertinos argentinos durante varias décadas.
Entre los años 1928 y 1934, Dante Quinterno trabajó en el periódico, dibujando las tiras Pepe Torpedo y Julián de Montepío, terminando este último desplazado por su ahijado, el indio Patoruzú (quién más tarde pasaría a ser uno de los personajes clave de la historieta argentina). Lino Palacio realizó innumerables tiras entre 1937 hasta su asesinato en 1984, destacando entrañables personajes como Don Fulgencio, Ramona y Avivato. Entre 1954 y 1981 alcanzó gran popularidad la historieta costumbrista Lindor Covas. Por otro lado, el diario publicó por décadas el cómic norteamericano Blondie (Lorenzo y Pepita) de Chic Young bajo el título de Hogar, Dulce Hogar.
El 13 de junio de 1957 apareció muerto en su estudio de la calle San Martín 536, el doctor Marcos Satanowsky, socio del diario. El asesinato fue cometido por sicarios del general Juan Quaranta, jefe de la SIDE quien fue protegido por el gobierno de facto de Pedro Eugenio Aramburu y nombrado embajador en Bélgica. El crimen estaba vinculado con la tendencia de las acciones del diario La Razón, intervenido por la dictadura autodenominada Revolución Libertadora. Peralta Ramos había recibido presiones y extorsiones para que entregara el diario al gobierno de Aramburu. Según el escritor Walsh el caso Satanowsky reveló la profunda corrupción de un régimen que intentaba resolver mediante un grupo parapolicial, armado por la SIDE, la propiedad del diario.
Durante los años 1960 y 1970, el diario fue cercano a los sectores militares, siendo uno de sus titulares históricos aquel del 22 de marzo de 1976: "Es Inminente el Final; Todo Está Dicho", adelantando el golpe de Estado que se daría algunas horas más tarde.
Laíño estuvo al frente de la redacción hasta agosto de 1984, cuando el diario fue vendido a empresarios alfonsinistas y Jacobo Timerman se hizo cargo de La Razón, que pasó de vespertino a matutino, y de tamaño "sábana" a tabloide, con un estilo muy similar al de Tiempo Argentino y que serviría como un adelanto de lo que vendría a ser Página 12. Pero el proyecto de Timerman no prosperó y sus cambios se revirtieron en 1987.
El cada vez mayor desprestigio del gobierno de Alfonsín, además de la crisis política y económica de finales de los años 1980 se reflejaron en el diario, y a mediados de 1990 La Razón entró en proceso de quiebra, poco después de finalizado el Mundial de Italia. Los bienes de la compañía pasaron a ser administrados por un juzgado, y en 1992 fueron a remate.[cita requerida]
Ese año, el empresario Carlos Spadone adquirió la marca, el archivo y la biblioteca en remate judicial. Spadone creó una nueva sociedad, llamada Editorial La Razón S.A., que no tenía ninguna relación con la empresa que quebró en 1990, ni con los pasivos y despidos que aquella había generado. El nuevo emprendimiento contó con una fuerte inversión de parte de la familia Spadone y de 30 accionistas particulares que apoyaron la reedición del vespertino. El presidente de la compañía fue Juan Alemann, exsecretario de Hacienda durante parte de la dictadura militar de 1976-1983. El diario fue dirigido desde entonces por Oscar Magdalena; Sergio Spadone, hijo mayor de Carlos Spadone, fue el Gerente General.[cita requerida]
La primera edición de la nueva etapa del tradicional vespertino fue lanzada el 3 de noviembre de 1992, en tamaño "sábana"(full size), e incorporó el color en al menos un cuarto de sus ediciones, algo inusual para la época. La nueva Editorial La Razón S.A. no contaba con planta de impresión propia, por lo que el diario se imprimió durante los dos primeros años en los talleres de Ámbito Financiero en la calle Pinzón, en el barrio de La Boca. En 1994 el diario pasó a tamaño tabloide, y extendió el color a por lo menos la mitad de sus páginas. Para realizar esas mejoras fue necesario contar con un taller con mayor capacidad de impresión en color; así, el diario pasó a imprimirse en Talleres Gráficos Conforti, en la avenida Patricios del barrio de Barracas. Sin embargo, los cambios introducidos no lograron hacer que el tradicional vespertino lograra incrementar su circulación paga. A fines de 1998 la Gerencia General presentó un plan para transformar La Razón en un diario gratuito, imitando experiencias muy exitosas que se estaban dando en Europa, como la de Metro International, una compañía de origen sueco que edita varios diarios gratuitos en el planeta. Así, La Razón se convirtió en el primer diario masivo de Latinoamérica en pasar a la distribución gratuita.[cita requerida]
El lanzamiento de La Razón gratuito fue un gran suceso. La tirada creció de 25 000 a 250 000 ejemplares diarios. Para ello fue necesario contar con un taller de impresión de gran capacidad, tanto en términos de ejemplares por hora, como en configuración o capacidad para imprimir en color. Fuera de los dos grandes diarios de Buenos Aires Clarín y La Nación, la única empresa capaz de satisfacer dicha necesidad industrial era Editorial Perfil, que había adquirido, apenas unos años antes, una instalación gráfica marca KBA en Alemania, para su proyecto del diario Perfil.[cita requerida]
El 27 de diciembre de 2000 el 75% de la compañía fue adquirido por el Grupo Clarín. Desde 2001, su director periodístico fue Luis Vinker. El diario se distribuyó gratis de lunes a sábados en varios medios de transporte, en los subtes (metro) y trenes de Buenos Aires, con una tirada promedio de 100 000 ejemplares diarios. Desde el 21 de julio de 2008, comenzó a distribuirse también por las mañanas (hasta entonces, era sólo vespertino), coincidiendo con la salida de otro diario gratuito, El Argentino.
Las últimas ediciones fueron publicadas de manera digital en diciembre de 2017 a través del portal web de noticias Via País, medio con el cual acabó asimilándose.